# Takekazu Suzuki
Pour les articles homonymes, voir Suzuki (homonymie).
Takekazu Suzuki (鈴木 武一, Suzuki Takekazu) est un footballeur japonais né le 8 avril 1956. Il évoluait au poste de milieu de terrain.

## Palmarès de joueur
- Champion du Japon en 1983
- Vice-champion du Japon en 1979 et 1981
- Finaliste de la Coupe du Japon en 1981
- Vainqueur de la Coupe de la Ligue japonaise en 1979